# Vadu Pașii (gmina)
Vadu Pașii – gmina w Rumunii, w okręgu Buzău. Obejmuje miejscowości Băjani, Focșănei, Gura Câlnăului, Scurtești, Stăncești i Vadu Pașii. W 2011 roku liczyła 9311 mieszkańców.